# Chalinula camerata
Chalinula camerata är en svampdjursart som först beskrevs av Ridley 1884.  Chalinula camerata ingår i släktet Chalinula och familjen Chalinidae.
Artens utbredningsområde är Seychellerna. Inga underarter finns listade i Catalogue of Life.